# 豆腐寿司
豆腐寿司（とうふずし）は、巻き寿司のひとつである。

## 概要
酒塩（さかしお）、醤油少々で味付けした湯葉を広げた上に、酢飯を敷いて、キクラゲのせん切り、クワイの薄切り、梅漬け生姜のせん切り、山椒などを散らし置き、生醤油で煮た押し豆腐を大せん切りに切って芯のようにして巻き、竹の皮に包んで圧し、小口切りにして供する。
酒と醤油とを等分に入れて作った炒り豆腐の上に、魚肉（このしろ或はこはだ等を酢漬けにしたもの）を乗せて圧した箱寿司をいうこともある。